# يان هيوز (دبلوماسي)
يان هيوز (بالإنجليزية: Ian Hughes)‏ هو دبلوماسي بريطاني، ولد في 5 ديسمبر 1951.
التحق  بوزارة الخارجية و شؤون الكمن ولث سنة 1982، ثم خدم بعد ذلك بالخارج في أوروبا، جنوب آسيا و أمريكا اللاتينية، انتقل بعد ذلك لسيراليون ليشغل لمدة أربع سنوات، منصب مندوب سامي، ثم سفير بمنروفيا، ليتم تعيينه بنفس المنصب بجنوب السودان من سنة 2013 إلى سنة 2015.